# Museo internazionale del presepio in miniatura Guido Colitti
Il Museo internazionale del presepio in miniatura Guido Colitti è ospitato all'interno di Villa Colitti, nel centro della città di Campobasso.
Il museo comprende la raccolta privata di circa 400 presepi in miniatura, alcuni dei quali realizzati dallo stesso fondatore, Guido Colitti, oltre ad altri presepi provenienti da varie parti del mondo (Messico, Giappone, Australia).
Alcuni presepi sono in legno intagliato, altri in cartoncino, in terracotta, in madreperla, in sughero e in maiolica.
Il museo comprende inoltre una collezione di pastori del Settecento e dell'Ottocento, opera di artisti napoletani.
Per visitare il museo è necessario avere una prenotazione.